# Чепоніська сільська рада
Чепоні́ська сільська́ ра́да — адміністративно-територіальна одиниця та орган місцевого самоврядування в Хотинському районі Чернівецької області. Адміністративний центр — село Чепоноси.

## Загальні відомості
- Населення ради: 1 441 особа (станом на 2001 рік)

## Населені пункти
Сільській раді підпорядковані населені пункти:
- с. Чепоноси

## Склад ради
Рада складається з 16 депутатів та голови.
- Голова ради: Дудка Валентина Іванівна
- Секретар ради: Нижнік Ольга Анатоліївна

### Керівний склад попередніх скликань
| Прізвище, ім'я, по батькові | Основні відомості                                                          | Дата обрання | Дата звільнення |
| --------------------------- | -------------------------------------------------------------------------- | ------------ | --------------- |
| Жмуйда Зінаїда Михайлівна   | Сільський голова, 1956 року народження, член Соціалістичної партії України | 26.03.2006   | 31.10.2010      |
| Дудка Валентина Іванівна    | Сільський голова, 1961 року народження, освіта середня загальна            | 31.10.2010   |                 |

Примітка: таблиця складена за даними сайту Верховної Ради України

### Депутати
За результатами місцевих виборів 2010 року депутатами ради стали:

#### За суб'єктами висування
| Суб'єкт висування             | Кількість обраних депутатів | %    |
| ----------------------------- | --------------------------- | ---- |
| Політична партія «Фронт Змін» | 6                           | 37,5 |
| Партія регіонів               | 5                           | 31,3 |
| Єдиний Центр                  | 4                           | 25   |
| Самовисування                 | 1                           | 6,3  |

#### За округами
| № округу                      | Прізвище, ім'я, по батькові     | Дата визнання обраним | Освіта             | Партійна приналежність                        | Відомості про обраного депутата          |
| ----------------------------- | ------------------------------- | --------------------- | ------------------ | --------------------------------------------- | ---------------------------------------- |
| Єдиний Центр                  |                                 |                       |                    |                                               |                                          |
| 6                             | Беженар Михайло Миколайович     | 31.10.2010            | середня            | член Єдиного Центру                           | тимчасово не працює                      |
| 10                            | Шевчук Євген Никифорович        | 31.10.2010            | середня            | позапартійний                                 | приватний підприємець                    |
| 14                            | Нігайчук Олександр Дмитрович    | 31.10.2010            | середня            | позапартійний                                 | тимчасово не працює                      |
| 16                            | Решетнік Дмитро Іванович        | 31.10.2010            | середня            | член Єдиного Центру                           | тимчасово не працює                      |
| Партія регіонів               |                                 |                       |                    |                                               |                                          |
| 1                             | Антонюк Валентин Васильович     | 31.10.2010            | середня            | член Партії регіонів                          | приватний підприємець                    |
| 3                             | Нігайчук Віктор Васильович      | 31.10.2010            | середня            | позапартійний                                 | тимчасово не працює                      |
| 8                             | Костенчук Сергій Анатолійович   | 31.10.2010            | середня            | позапартійний                                 | приватний підприємець                    |
| 9                             | Решетник Ніна Іванівна          | 31.10.2010            | середня            | позапартійна                                  | клуб с. Чепоноси, завідувачка клубу      |
| 12                            | Нігайчук Інна Мигаївна          | 31.10.2010            | середня спеціальна | позапартійна                                  | фельдшерсько-акушерський пункт, фельдшер |
| Політична партія «Фронт Змін» |                                 |                       |                    |                                               |                                          |
| 2                             | Нижнік Ольга Анатоліївна        | 31.10.2010            | вища               | позапартійна                                  | тимчасово не працює                      |
| 4                             | Одайна Ганна Михайлівна         | 31.10.2010            | середня            | позапартійна                                  | тимчасово не працює                      |
| 5                             | Якимчук Дмитро Андрійович       | 31.10.2010            | середня спеціальна | позапартійний                                 | тимчасово не працює                      |
| 7                             | Котеньова Валентина Сафроніївна | 31.10.2010            | середня спеціальна | позапартійна                                  | Хотинський РЕМ                           |
| 11                            | Кухновець Анатолій Васильович   | 31.10.2010            | середня            | позапартійний                                 | тимчасово не працює                      |
| 13                            | Дудка Станіслав Васильович      | 31.10.2010            | вища               | позапартійний                                 | тимчасово не працює                      |
| Самовисування                 |                                 |                       |                    |                                               |                                          |
| 15                            | Ютанов Роман Вікторович         | 07.04.2014            | вища               | член Всеукраїнського об'єднання «Батьківщина» | Чепоніська сільська рада, землевпорядник |